# Riu Atchafalaya
El riu Atchafalaya (/əˌtʃæf.əˈlaɪ.ə/; Atchafalaya River) és un distributari del Mississipi i el Riu Roig del Sud, d'aproximadament uns 220 km de llarg, que discorre per la zona centre-sud de Louisiana (Estats Units). És navegable i un important canal de navegació industrial per a l'estat de Louisiana, i també el centre cultural del país Cajun. El manteniment dels rius com a canals navegables del Mississipi ha sigut un important projecte del Cos d'Enginyers de l'Exèrcit dels Estats Units durant tot un segle.
Naix prop de Simmesport en la confluència del riu Roig del Sud amb el Mississipi, on el Mississipi es connecta al Roig per la milla 7 (quilòmetre 11) del canal del riu Vell. Rep les aigües del riu Roig del Sud i part de les del Mississipi, que al seu torn segueix el seu canal principal pel sud-est. Forma meandres al sud com a canal del Mississipi, travessa dics i extenses vies fluvials, passada la ciutat Morgan, i desemboca en el golf de Mèxic, en la badia Atchafalaya, aproximadament 15 milles (25 km) al sud de Morgan. El riu està formant ara un nou delta en la badia: és l'únic lloc en la costa de Louisiana que està ampliant el seu terreny.